# Cincinnati Bengals 2012
La stagione 2012 dei Cincinnati Bengals è stata la 44ª della franchigia nella National Football League, la 47ª complessiva. La squadra migliorò il record di 9-7 della stagione precedente, salendo a 10-6, seconda nella division. Nel primo turno di playoff i Bengals furono eliminati come l'anno precedente dagli Houston Texans. Questa fu la prima volta nella storia del club che raggiunse i playoff per due stagioni consecutive in stagioni non accorciate per sciopero.

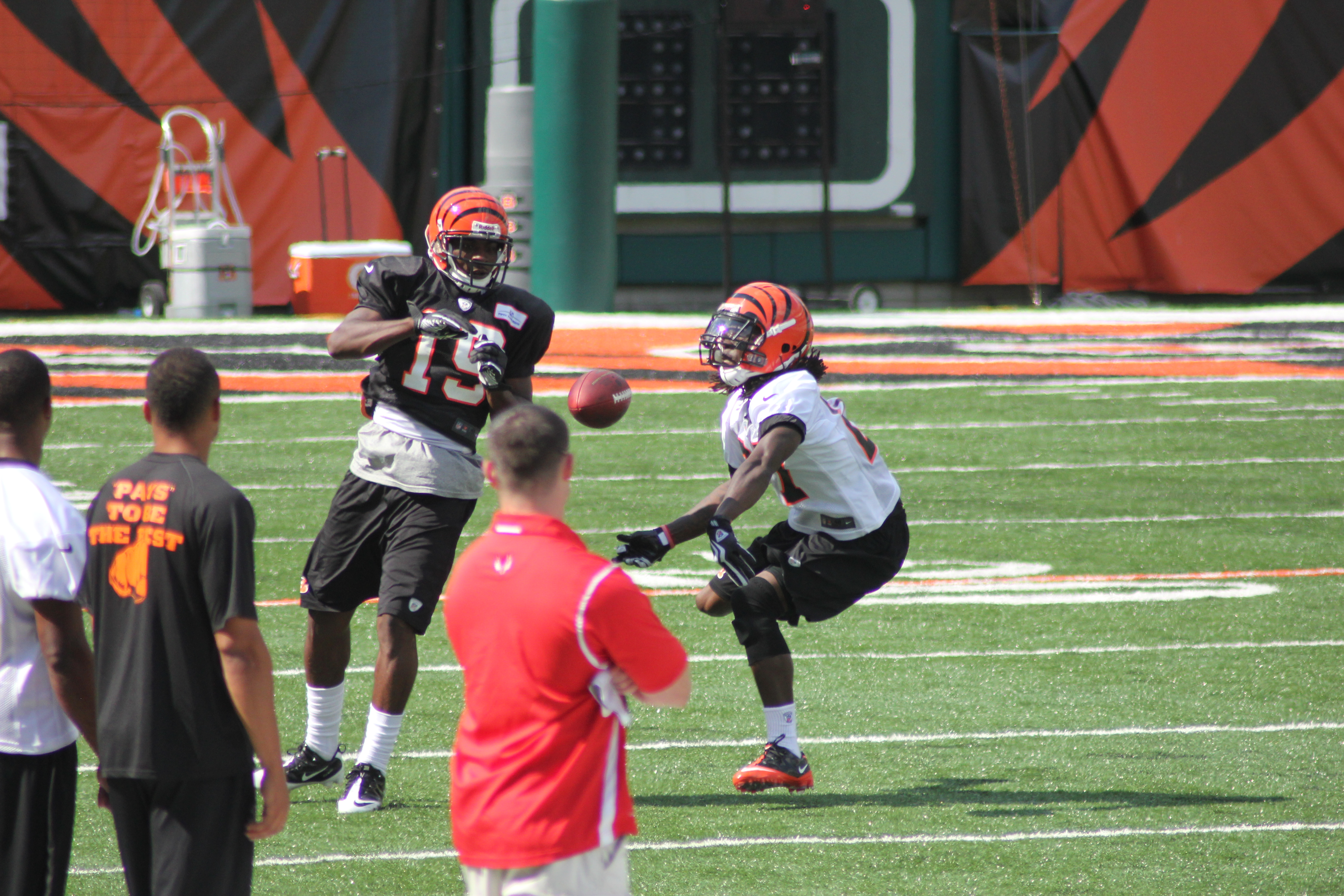
Il training camp 2012 dei Bengals

## Roster
| Roster dei Cincinnati Bengals nel 2012 |
| --- |
| Quarterback - 14 Andy Dalton - 7 Bruce Gradkowski Running Back - 35 John Conner FB - 42 BenJarvus Green-Ellis - 34 Dan Herron - 40 Brian Leonard - 30 Cedric Peerman Wide Receiver - 18 A.J. Green - 16 Andrew Hawkins - 82 Marvin Jones - 11 Dane Sanzenbacher - 19 Brandon Tate - 88 Ryan Whalen Tight End - 80 Orson Charles - 84 Jermaine Gresham - 89 Richard Quinn Offensive Linemen - 65 Clint Boling G - 73 Anthony Collins T/G - 64 Kyle Cook C - 66 Trevor Robinson G - 74 Dennis Roland T - 71 Andre Smith T - 77 Andrew Whitworth T - 68 Kevin Zeitler G Defensive Linemen - 97 Geno Atkins DT - 96 Carlos Dunlap DE - 91 Robert Geathers DE - 95 Wallace Gilberry DE - 93 Michael Johnson DE - 94 Domata Peko DT - 90 Pat Sims DT - 75 Devon Still DT - 79 Brandon Thompson DT Linebacker - 55 Vontaze Burfict OLB - 59 Emmanuel Lamur OLB - 99 Manny Lawson OLB - 58 Rey Maualuga MLB - 57 Vincent Rey OLB - 51 Dan Skuta OLB Defensive Back - 25 Jason Allen CB - 22 Nate Clements CB - 33 Chris Crocker SS - 29 Leon Hall CB - 43 George Iloka FS - 24 Adam Jones CB - 37 Chris Lewis-Harris CB - 26 Taylor Mays SS - 45 Jeromy Miles SS - 20 Reggie Nelson FS - 23 Terence Newman CB Special Team - 3 Josh Brown K - 46 Clark Harris LS - 10 Kevin Huber P Lista delle riserve - 92 Jamaal Anderson DE (IR) - 44 Tony Dye SS (IR) - 21 Brandon Ghee CB (IR) - 53 Thomas Howard OLB (IR) - -- Brandon Joiner OLB (Did Not Report) - 27 Dre Kirkpatrick CB (IR) - 52 Dontay Moch OLB/DE (NF-Ill.) - 2 Mike Nugent K (IR) - 38 Shaun Prater CB (IR) - 36 Chris Pressley FB (IR) - 39 Taveon Rogers CB (IR) - 31 Robert Sands FS (IR) - 12 Mohamed Sanu WR - 28 Bernard Scott RB (IR) - 70 Travelle Wharton G (IR) Squadra di allenamento - 48 Bryce Davis TE/LS - 69 DeQuin Evans DE - 17 Vidal Hazelton WR - 15 Justin Hilton WR - 60 Otis Hudson G - 76 Dan Knapp OT - 5 Zac Robinson QB - 50 J.K. Schaffer MLB |
| Legenda - I rookie sono in corsivo. - Il primo ruolo è il principale mentre gli eventuali successivi indicano i ruoli secondari. - (IR) sta per Injured Reserve ed indica la lista ristretta per un solo giocatore infortunato che può tornare ad allenarsi dopo la settimana 6 e a rientrare in prima squadra dopo che questa ha giocato 8 partite. - (NF-Inj.) / (NF-Ill.) stanno rispettivamente per Non-Football Injured e Non-Football Illness ed indicano le liste dove viene inserito un giocatore che ha un infortunio o una malattia non dipendente dal football americano. - (PUP) sta per Physically Unable to Perform ed indica la lista dove viene inserito un giocatore mentre è in attesa di recuperare la condizione fisica. Nella stagione regolare dopo la sesta partita giocata dalla propria squadra, il giocatore ha tempo tre settimane per riprendere ad allenarsi, più tre settimane aggiuntive dal suo rientro agli allenamenti per rientrare in prima squadra. |

## Calendario
| Stagione regolare |                    |                         |                    |                    |                          |                    |
| Turno             | Data               | Avversario              | Risultato          | Record             | Pubblico                 | Sintesi            |
| 1                 | 10 settembre       | at Baltimore Ravens     | S 13–44            | 0–1                | M&T Bank Stadium         | Recap              |
| 2                 | 16 settembre       | Cleveland Browns        | V 34–27            | 1–1                | Paul Brown Stadium       | Recap              |
| 3                 | 23 settembre       | at Washington Redskins  | V 38–31            | 2–1                | FedExField               | Recap              |
| 4                 | 30 settembre       | at Jacksonville Jaguars | V 27–10            | 3–1                | EverBank Field           | Recap              |
| 5                 | 7 ottobre          | Miami Dolphins          | S 13–17            | 3–2                | Paul Brown Stadium       | Recap              |
| 6                 | 14 ottobre         | at Cleveland Browns     | S 24–34            | 3–3                | Cleveland Browns Stadium | Recap              |
| 7                 | 21 ottobre         | Pittsburgh Steelers     | S 17–24            | 3–4                | Paul Brown Stadium       | Recap              |
| 8                 | Settimana di pausa | Settimana di pausa      | Settimana di pausa | Settimana di pausa | Settimana di pausa       | Settimana di pausa |
| 9                 | 4 novembre         | Denver Broncos          | S 23–31            | 3–5                | Paul Brown Stadium       | Recap              |
| 10                | 11 novembre        | New York Giants         | V 31–13            | 4–5                | Paul Brown Stadium       | Recap              |
| 11                | 18 novembre        | at Kansas City Chiefs   | V 28–6             | 5–5                | Arrowhead Stadium        | Recap              |
| 12                | 25 novembre        | Oakland Raiders         | V 34–10            | 6–5                | Paul Brown Stadium       | Recap              |
| 13                | 2 dicembre         | at San Diego Chargers   | V 20–13            | 7–5                | Qualcomm Stadium         | Recap              |
| 14                | 9 dicembre         | Dallas Cowboys          | S 19–20            | 7–6                | Paul Brown Stadium       | Recap              |
| 15                | 13 dicembre        | at Philadelphia Eagles  | V 34–13            | 8–6                | Lincoln Financial Field  | Recap              |
| 16                | 23 dicembre        | at Pittsburgh Steelers  | V 13–10            | 9–6                | Heinz Field              | Recap              |
| 17                | 30 dicembre        | Baltimore Ravens        | V 23–17            | 10–6               | Paul Brown Stadium       | Recap              |

Nota: gli avversari della propria division sono in grassetto.

### Playoff
| Playoff   |           |                   |           |        |                 |         |
| Turno     | Data      | Avversario        | Risultato | Record | Pubblico        | Sintesi |
| Wild Card | 5 gennaio | at Houston Texans | S 13–19   | 0–1    | Reliant Stadium | Recap   |

## Classifiche
| AFC Central Division   |    |    |   |      |     |      |     |     |     |
|                        | V  | S  | P | %    | DIV | CONF | PF  | PS  | STR |
| (4) Baltimore Ravens   | 10 | 6  | 0 | .625 | 4–2 | 8–4  | 398 | 344 | S1  |
| (6) Cincinnati Bengals | 10 | 6  | 0 | .625 | 3–3 | 7–5  | 391 | 320 | V3  |
| Pittsburgh Steelers    | 8  | 8  | 0 | .500 | 3–3 | 5–7  | 336 | 314 | V1  |
| Cleveland Browns       | 5  | 11 | 0 | .313 | 2–4 | 5–7  | 302 | 368 | S3  |